# Aeroportul Vopnafjörður
Aeroportul Vopnafjörður (IATA: VPN, ICAO: BIVO) este un aeroport din Eastern Region⁠(d), Islanda ce deservește zona Vopnafjörður⁠(d). Aeroportul a fost tranzitat în 2019 de 1.042 de pasageri. A fost numit după zona deservită.
Situat la o altitudine de 5 m, aeroportul dispune de o singură pistă. Este operat de Isavia⁠(d).